# Poyols
Poyols – miejscowość i gmina we Francji, w regionie Owernia-Rodan-Alpy, w departamencie Drôme.
Według danych na rok 1990 gminę zamieszkiwało 57 osób, a gęstość zaludnienia wynosiła 4 osób/km² (wśród 2880 gmin regionu Rodan-Alpy Poyols plasuje się na 1561. miejscu pod względem liczby ludności, natomiast pod względem powierzchni na miejscu 822.).